# Birkenspinner (Art)

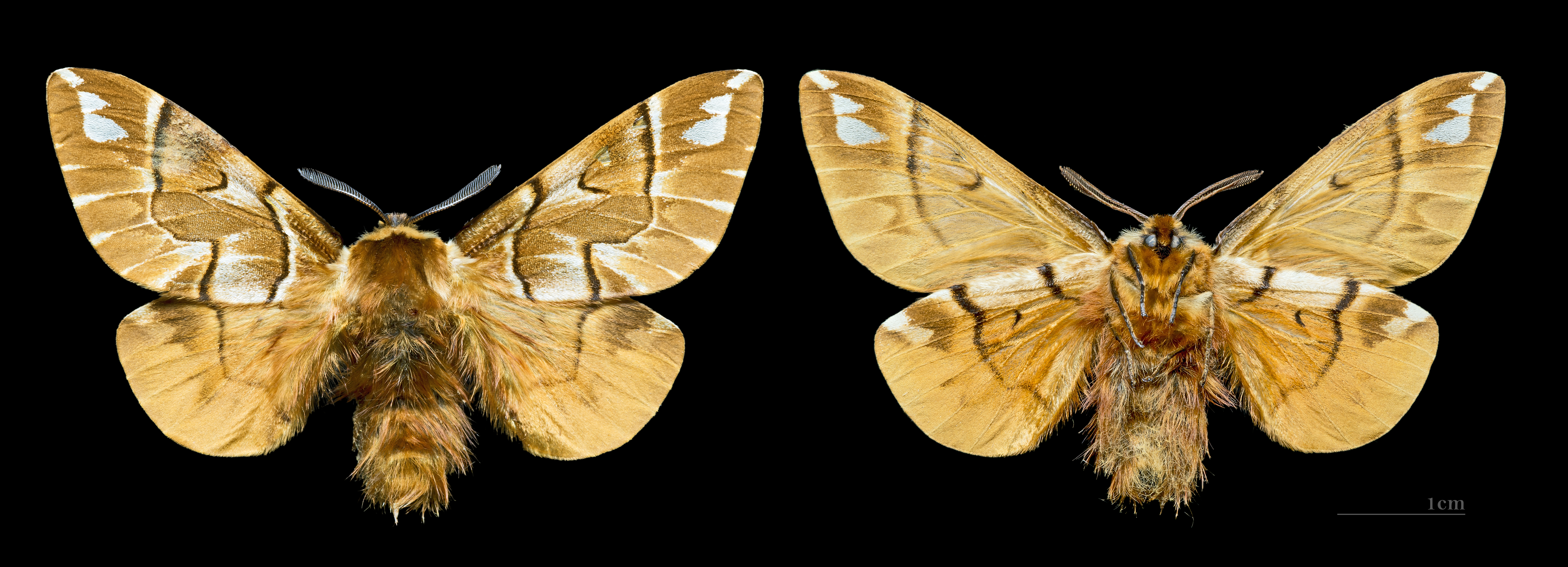
Männchen

Weibchen

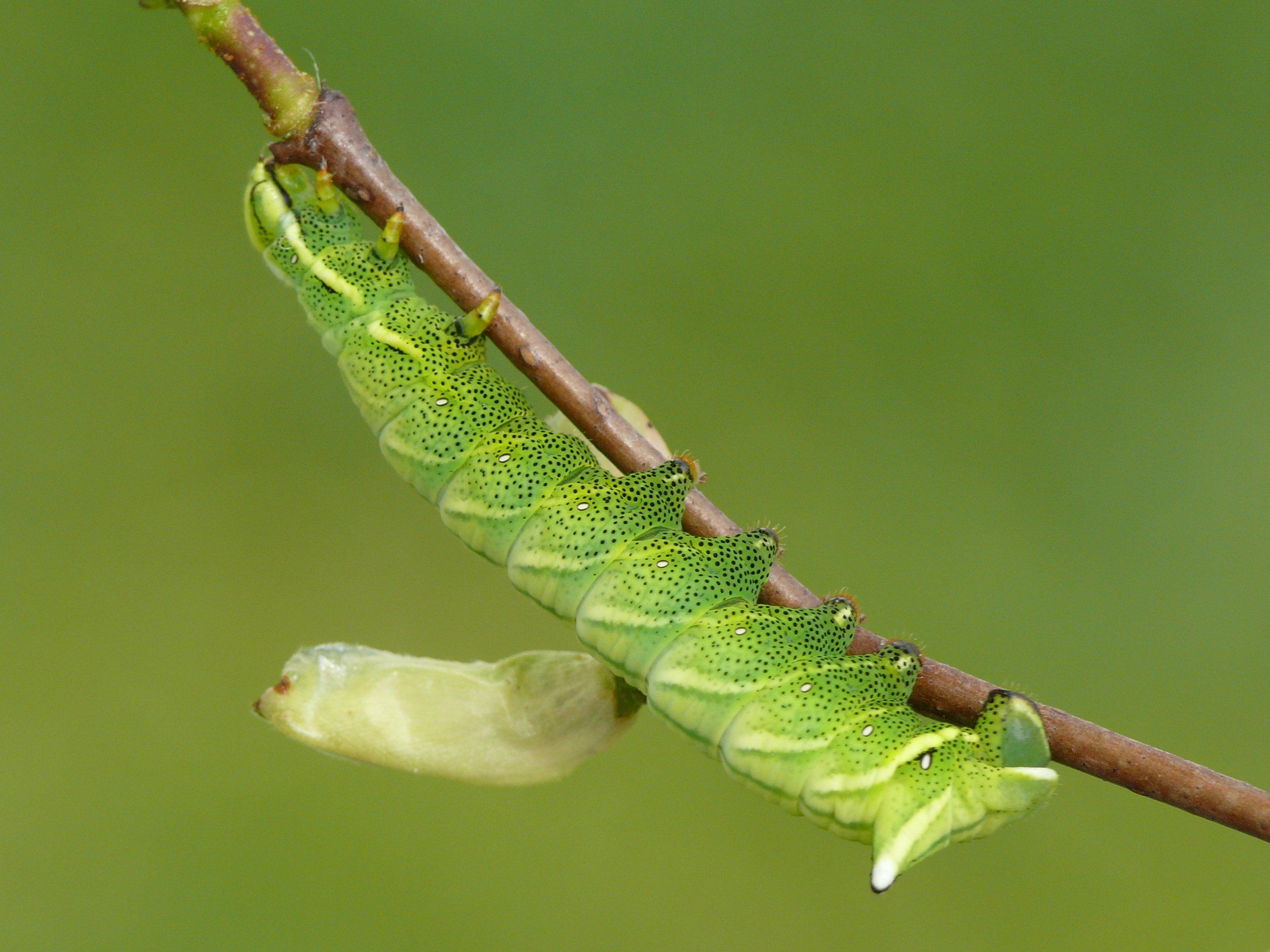
Raupe des Birkenspinners im vierten Stadium

Der Birkenspinner (Endromis versicolora) ist ein Schmetterling aus der Familie der Birkenspinner (Endromidae).

## Merkmale
Die Falter erreichen eine Flügelspannweite von 55 bis 92 Millimetern und haben einen sehr plumpen Körper. Die Männchen sind deutlich kleiner als die Weibchen (Sexualdimorphismus). Auch die Färbung ist bei den beiden Geschlechtern unterschiedlich. Die Männchen haben dunkelbraune oder rostbraune Vorderflügel, auf denen zwei schwarz und weiß gefärbte Querbinden erkennbar sind, von denen die weiter hinten gelegene scharf S-förmig geschwungen ist. Zwischen diesen sitzt in der Nähe des Flügelvorderrandes ein schwarzer Fleck in Form eines Hakens bzw. eines L. Darüber hinaus sind auf den Flügeln zahlreiche weiße Striche und weißlich angedeutete Flecken erkennbar. Die Hinterflügel sind orange gefärbt und haben nur eine schwache braune Zeichnung. Die Weibchen sind deutlich heller braun gefärbt und haben auch mehr weiße Partien in dem ansonsten gleichen Muster. Die Hinterflügel sind überwiegend hell mit einigen braunen Flecken gefärbt. Man kann die Verlängerung der hinteren Querbinde der Vorderflügel deutlich erkennen. Diese ist auch dunkelbraun und hat einen kurvigen Verlauf. Der Thorax ist sehr stark, das Abdomen ist stark behaart. Die Färbung entspricht jeweils den angrenzenden Flügelfarben. Beide Geschlechter haben mittellange, doppelt gekämmte Fühler, die der Weibchen sind aber dünner. Die Saugrüssel der Tiere sind verkümmert.
Die Raupen werden ca. 63 Millimeter lang. Sie sind sehr dick und zum kleinen Kopf hin deutlich verschmälert. Die Kopfkapsel weist je nach Alter dunkle oder weißliche Längsstriche auf. Auf dem 11. Segment tragen die Raupen einen spitzen Höcker. Ihre Färbung ist anfangs schwarzgrün, später leuchtend grün mit hellen, gelblich weißen Seitenstreifen, die schräg von oben nach hinten unten verlaufen. Sie weisen seitlich zahlreiche feine schwarze Punkte auf. Der Rücken ist hell. Kurz vor der Verpuppung werden sie etwas dunkler und weisen rötliche Bereiche auf.

## Vorkommen

Verbreitung des Birkenspinners

Die Tiere kommen fast in der gesamten Paläarktis vor, fehlen in Teilen des Mittelmeerraums und den Britischen Inseln. Sie kommen in Mitteleuropa fast überall vor, sind aber mittlerweile selten geworden. Sie leben vor allem am Rand von Mooren mit lichtem Birkenwuchs, kommen aber auch an trockenen Standorten mit ihren Futterpflanzen, wie beispielsweise in Laubwäldern, vor. Nur selten findet man sie an Orten, an denen keine Birken wachsen.

## Lebensweise
Die weiblichen Falter sind nachtaktiv, die Männchen fliegen am Tag auf der Suche nach Weibchen, sie fliegen aber auch nachts Lichtquellen an. Die Weibchen sitzen tagsüber an Zweigen und Baumstämmen nahe am Boden und senden Lockstoffe aus, die Männchen anlocken. Die Falter leben nur kurz um sich fortzupflanzen, da sie keine Nahrung aufnehmen können.

### Flug- und Raupenzeiten
Die Birkenspinner fliegen von Mitte März bis Mitte Mai, die Raupen findet man von Mai bis Juli.

### Nahrung der Raupen
Die Raupen ernähren sich hauptsächlich von den Blättern von Birkengewächsen (Betulaceae), insbesondere von denen der Hänge-Birke (Betula pendula). Man findet sie aber auch an Schwarzerle (Alnus glutinosa), Gemeine Hasel (Corylus avellana), Winter-Linde (Tilia platyphyllos) und Hainbuche (Carpinus betulus).

## Entwicklung
Die Weibchen legen nach der Paarung in der Nacht ihre zunächst hellgelben, später grünlichen Eier in Gruppen zu 20 bis 40 Stück an Zweigen ab. Kurz vor dem Schlupf verfärben sie sich violettblau. Die daraus schlüpfenden Raupen leben bis zur dritten Häutung gesellig und fressen die Äste von der Spitze nach unten hin ab. Wenn sie Gefahr bemerken, strecken sie den vorderen Teil des Körpers bogenförmig nach oben und bewegen ihre Vorderbeine kreisförmig. Alte Raupen leben solitär und leben auf der Unterseite der Zweige. Die Verpuppung findet im Sommer in einem lockeren Kokon am Boden statt. Die Puppe überwintert, bevor der Falter schlüpft.

## Gefährdung und Schutz
- Rote Liste BRD: V (auf der Vorwarnliste).[4]